# Нарам-Суэн
Нарам-Суэн (также Нарам-Син Аккадский) — царь Аккаде, царь Аккада и Шумера, «царь четырёх сторон света», правил приблизительно в 2237—2200 годах до н. э., из династии Аккада.
Согласно более поздней вавилонской хронике, он — сын Саргона; ниппурский список называет его сыном Маништушу, что более вероятно. В более поздней традиции он затмил двух своих предшественников Римуша и Маништушу и поэтому считался не внуком, а сыном Саргона. К тому же легенды часто путают деяния Саргона и Нарам-Суэна, и одни и те же подвиги приписывают, то Саргону, то Нарам-Суэну.

## Подавление мятежей

Древнее Междуречье

Подобно своему деду Саргону, Нарам-Суэн — фигура довольно популярная в позднейшей традиции, причём далеко за пределами Двуречья. Помимо дошедших от него скупых надписей о его правлении рассказывают Omina и историко-дидактические поэмы на шумерском, аккадском и хеттском языках, весьма неравноценные по своей исторической достоверности.
Царствование Нарам-Суэна началось с мятежа в городах Нижней Месопотамии. Если верить одному аккадскому поэтическому тексту, сохранившему некоторые, безусловно достоверные сведения, восстание возглавил город Киш. Поэма рассказывает: «В округе Энлиля, между (храмом) Э-сабад и храмом (богини) Гулы (город) Киш собрался, и Ипхур-Киша, мужа кишского, сына […], они подняли на царство». К их восстанию присоединилось множество городов в разных частях обширного государства: Куту, Тива, Уруму, Казаллу, Тимтаб, Авак, Ибрат, Дильбат, Урук и Сиппар. Но Нарам-Суэн быстрыми и решительными действиями разгромил восставших. С Ипхур-Кишем также выступили царь Симуррума (позднее Забан), царь страны Намар, царь Аписаля (возможно в Эламе), царь Мари Мигир-Даган, царь Мархаши (в Эламе), царь Магана Манум, царь Ура Лугальана, царь Уммы и царь Ниппура Амар-Энлиль.
Очень много восставших выступило одновременно в самом начале правления нового царя. Идея, которую поэт заложил в своё произведение — показать мощь Аккада, способного справиться с огромным количеством врагов за короткое время. Однако нет основания для сомнений в том, что все эти города и страны выступили против власти Нарам-Суэна поочередно на протяжении всех лет его правления. Это подтверждают и его собственные надписи. О победах Нарам-Суэна в течение одного года над армиями 9 царей и пленении 3 царей, вождей этих армий повествует нам надпись его сына Липитили. Пленников он велел сжечь перед богом Энлилем в Ниппуре.
Одна из сохранившихся датировочных формул Нарам-Суэна носит название: «Год, когда Урук и Нагсу потерпели поражение».

## Походы на запад
Надпись Нарам-Суэна в храме Лагаша сообщает, что царь предпринимал успешные походы на запад, где одержал победу над западно-семитским скотоводческим племенем диданум, а также воевал против царства Эбла, населённого западными семитами и осуществлявшего в здешних местах гегемонию. Судя по надписям, Нарам-Суэн совершенно разрушил «Эблу и Арманум» и уничтожил Эблаитское царство при его последнем царе Ибби-Закире, о чём повествует подлинная надпись правителя Арманума Ред-Адада. Разрушение Эблы в это время подтверждено археологически; местоположение Арманума до сих пор не установлено, последний под этим названием в документах из Эблы не назван, но, может быть, он идентичен часто упоминаемому в них Арми.
Войска Нарам-Суэна доходили до гор Аманус и до Уллизума (или Уллазы), города на Средиземном море.
Две датировочные формулы Нарам-Суэна гласят, что он «направился в сторону кедровых лесов» и «одержал победу над … и … и он сам нарубил кедра в земле Аманус».

## Походы на юг
В надписи на статуе Нарам-Суэна, найденной в Сузах, и позднейшая традиция говорится о походе аккадского войска в страну Маган (видимо, современный Оман). Нарам-Суэн «выступил против Магана и лично захватил Маниума, его царя». Причём этот Маниум имеет семитское имя. На сосудах из египетского алебастра была вырезана надпись, указывающая на то, что эти сосуды являются «военной добычей из страны Маган». На основании этого малозначимого факта (сосуды могли оказаться в Магане и в ходе торговых операций), некоторые историки отождествляют страну Маган с Египтом.
О победе Нарам-Суэна над государством Аписаль (Апишаль) и Маганом рассказывает и более поздняя вавилонская хроника, известная как «Хроника древних царей»:

Мардук лишил Нарам-Суэна, сына Саргона, сна и он двинулся к Аписалю. Он сделал пролом в городской стене и Риш-Адада царя Аписаля и его визиря он захватил. Он продолжил путь в Маган и захватил Манну-данну, царя Магана.— Хроники ранних царей (ABC 20), строки А.24—А.27
Также Нарам-Суэну приписывается покорение Дильмуна (остров Бахрейн) и совершение похода в Мелухху (видимо, западная Индия), причём там ему сопротивлялись 17 царей.

## Походы на север и восток

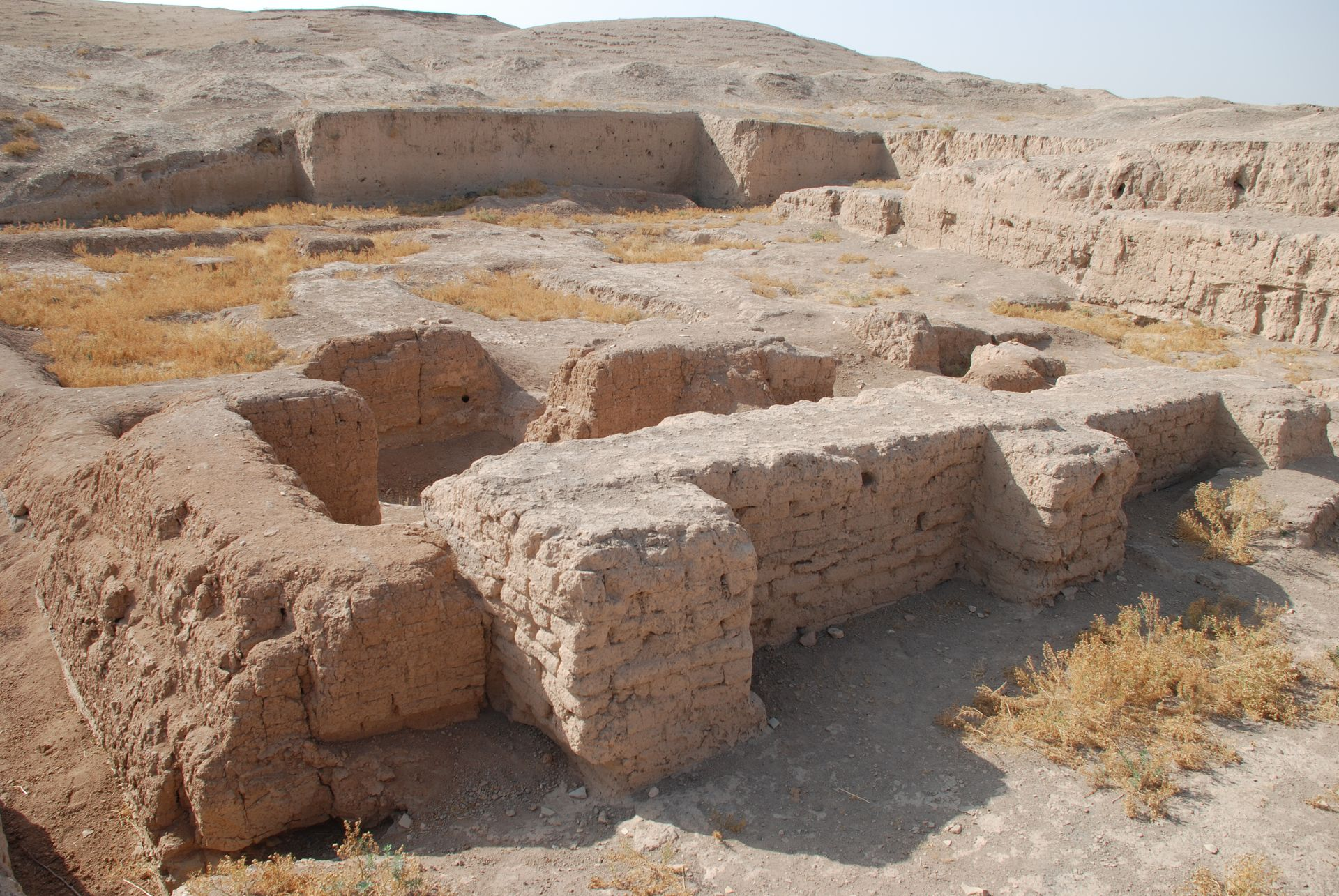
Руины дворца Нарам-Суэна в Телль-Браке. Сирия

На севере Нарам-Суэн предпринял поход в Верхнюю Месопотамию и напал на страну Субарту, расположенную где-то в среднем и верхнем течении Тигра и на запад от него. С этой страной воевал ещё дед Нарам-Суэна Саргон и одержал там победу, но, видимо, впоследствии она вышла из под контроля аккадцев. О разгроме Субарту Нарам-Суэном говорит его датировочная формула: «Год, когда Нарам-Суэн победил Субарту в Азухунуме и взял в плен Дахиш-атала». Из других источников известно, что во время войны Нарам-Суэна с городом-государством Тальхатум, правители страны субареев (Субарту) доставляли его войску провиант. В своих походах на север Нарам-Суэн доходил до истоков Тигра и Евфрата, о чём свидетельствует его датировочная формула: «Год, когда Нарам-Суэн достиг истоков Тигра и Евфрата и одержал победу над Szenaminda».

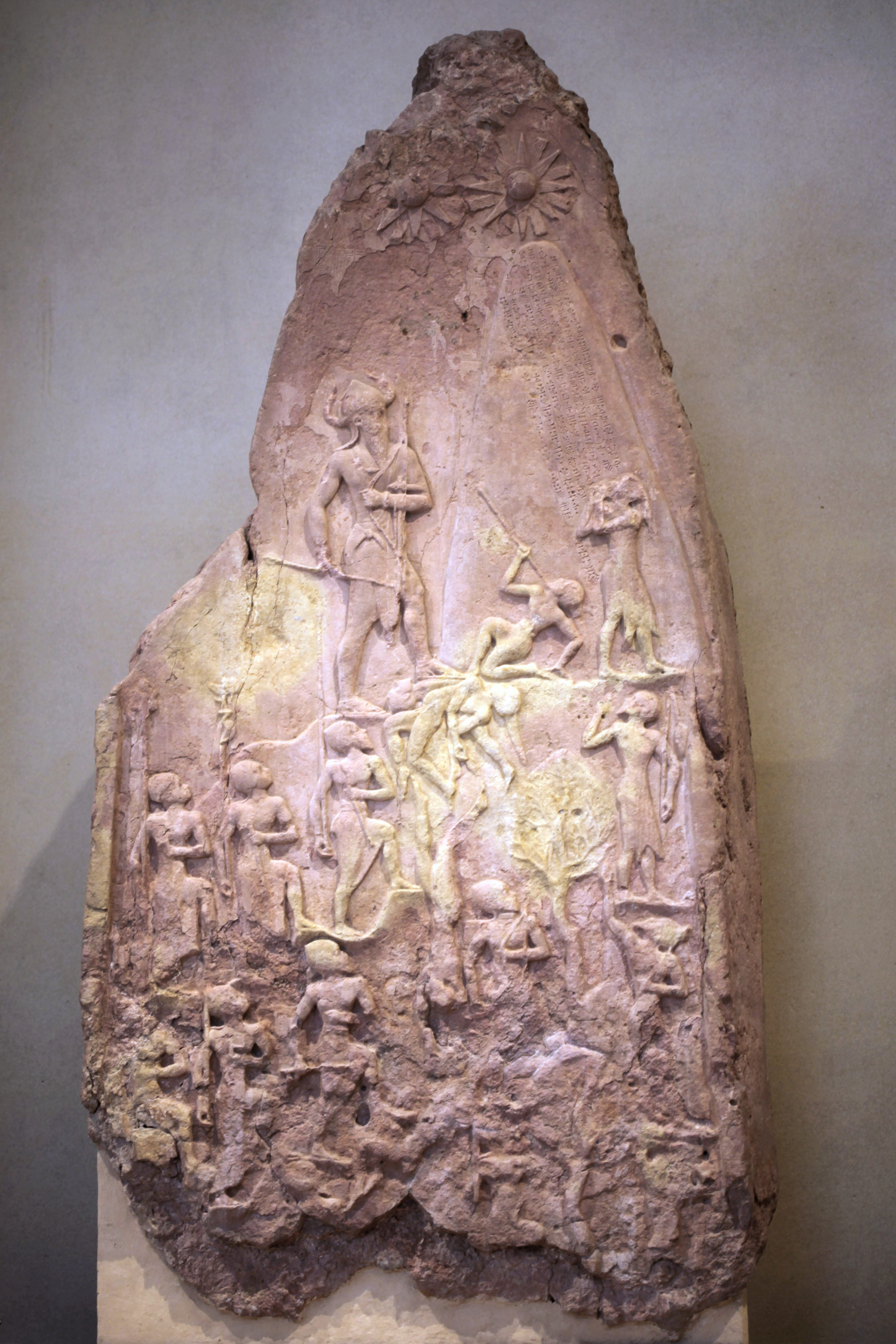
Победная стела Нарам-Суэна. Обнаружена в Сузах. В настоящее время хранится в Лувре

Судя по царскому рельефу, вырезанному на скале недалеко от истоков реки Тигр (в районе современного Диярбакыра), Нарам-Суэн предпринял поход против хурритского государства Намар (хурритское Навар). В городище Телль-Браке, стратегическом пункте в самом сердце реки Хабур, позволяющем контролировать все дороги Джазиры, наряду с остатками построек, возведённых Римушем, найден и дворец Нарам-Сина. Это большое здание занимающее площадь почти в гектар. Судя по его архитектурным особенностям и наличию многочисленных хранилищ, в городе стоял сильный гарнизон, перед которым стояла задача по сохранению власти над «Верхней страной», а также контроль за сбором и хранением переправляемых в Аккад товаров.
Также Нарам-Суэн вёл войну и со страной Симуррум (город-государство на реке Нижний Заб), на что указывают его датированные формулы: «Год, когда Нарам-Суэн пошёл против Симуррума» и «Год, когда Нарам-Суэн одержал победу над Симуррумом в Кирашену и взял в плен Баба энси Симуррума и Дубула энси Арама».
Однако основной поход был направлен против  луллубеев. Победа аккадцев над ними увековечена на рельефе в Дарбанд-и-Гауре и на шедевре месопотамского искусства — знаменитой стеле, обнаруженной в Сузах и в настоящее время являющейся одним из наиболее ценных экспонатов Лувра. Первоначально эта победная стела была установлена Нарам-Суэном в Сиппаре, но спустя тысячу лет наряду с другими памятниками была вывезена в Сузы в ходе успешного похода предпринятого эламским царём Шутрук-Наххунте I на Вавилонию. На стеле Нарам-Суэн с рогатой короной богов на голове, вооружённый луком, поднимается на высокую гору, наступая на мёртвые тела поверженных им врагов. За ним идут его солдаты, над которыми возвышается царь. Боги, затмевавшие людей в шумерской скульптуре раннединастического периода, теперь стали обозначаться с помощью незаметных символов — двух звёзд на небе. В надписи говорится, что Нарам-Суэн разгромил союз Сатуни, царя луллубеев и сидурского царя, имя которого, на стеле не сохранилось. В этом направлении Нарам-Син, по-видимому, доходил до Урмийского озера.

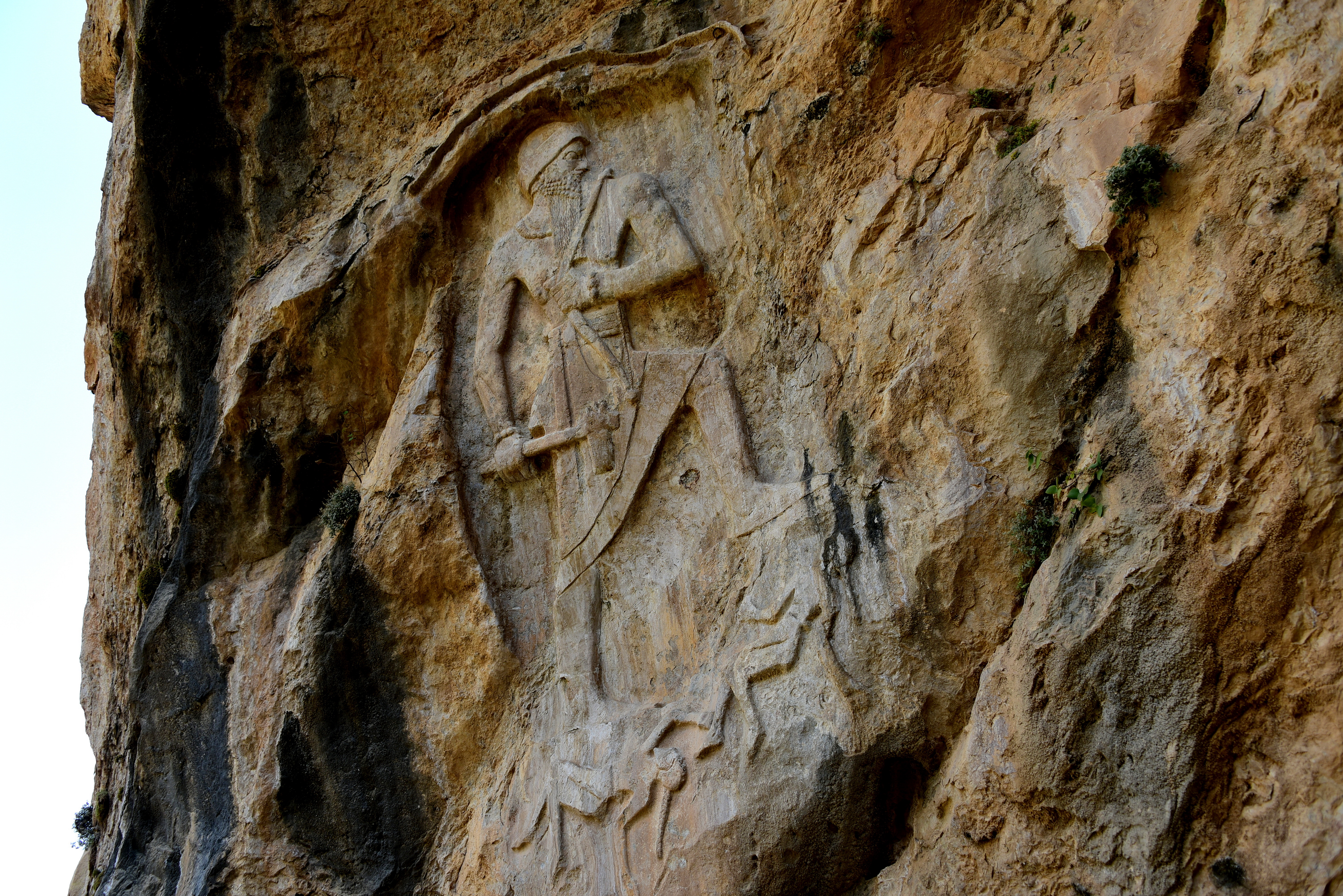
Нарам-Суэн скальный рельеф в Дарбанд-и-Гауре, Копи Кошк, Гора Карадаг, провинция Сулеймания, Иракский Курдистан

О его войнах на севере и северо-востоке с «владыками (белу) горных стран», то есть с царьками гутиев, луллубеев и других горных племён, а также городами-государствами: Варахсе, Намар, Симуррум, Мардаман, Аписаль и даже, будто бы, Пурушханды, расположенной в глубине Малой Азии, имеются только легендарные известия. В его надписях описывается непрерывная череда одержанных им побед, как это бывает в источниках данной категории. Однако в текстах источников заметно предчувствие грядущего бедствия и видно, что военный успех Нарам-Сина в Приурмийском районе носил временный характер. Уже само проведение рейдов глубоко в горы Загроса свидетельствует, что они предпринимались не с целью обретения славы и материальной выгоды, которые всё равно нельзя было добыть, сокрушив жившие там горные племена, а были вызваны тем, что эти свирепые горцы, совершавшие отчаянные и разрушительные набеги, начали представлять заметную угрозу для жителей городов, расположенных на равнине. Судя по позднему эпическому произведению «Царь Куты (то есть гутиев)», Нарам-Суэну приходилось испытывать и горечь поражения; в тексте описывается, как он трижды посылает войска против вражеской коалиции 70 царей, но ни один воин не возвращается живым. Царь был «озадачен, приведён в замешательство, погружён в уныние и горе, изнурён», но впоследствии всё же одержал победу. Враги Нарам-Суэна при этом обозначены как «умманманда (войска Манды)», этот термин позже применялся для обозначения населения северо-восточных стран в зоне Урмийского озера.

## Отношения с Эламом

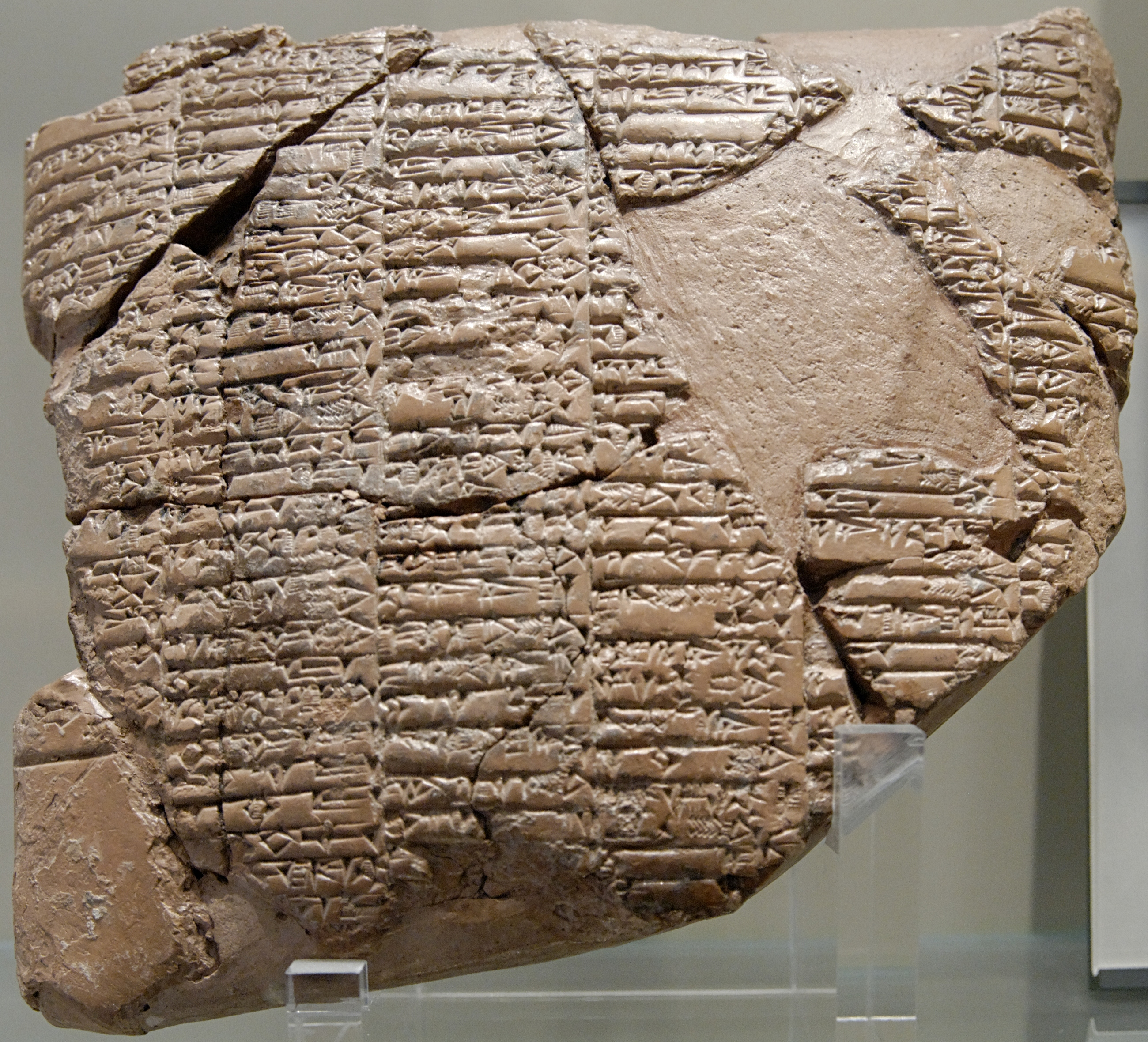
Договор Нарам-Суэна с Эламом. Этот документ, составленный аккадской клинописью, но на староэламском языке, — древнейший дошедший до нас в подлиннике письменный международный договор

На востоке Нарам-Суэн воевал с Эламом и, в конце концов, между Нарам-Суэном и эламским правителем, предположительно, Хитой был заключён письменный договор, по которому Элам обязывался согласовывать свою внешнюю и военную политику с аккадским царём, но сохранял полную независимость во внутренних делах. Однако царь эламской области Варахсе был уведён Нарам-Суэном в плен в оковах, да и в Сузах наряду с эламским царём некоторое время сидел наместник Аккада.
Заключение этого мирного договора с правителем Элама скорее расценивается как упадок могущества Аккадского царства. Видимо, Нарам-Суэн не чувствовал за собой достаточной силы для того, чтобы одержать над ним победу, и был вынужден договариваться. Преемник царя Хиты Кутик-Иншушинак обрёл в Эламе полную самостоятельность.

## Правление государством

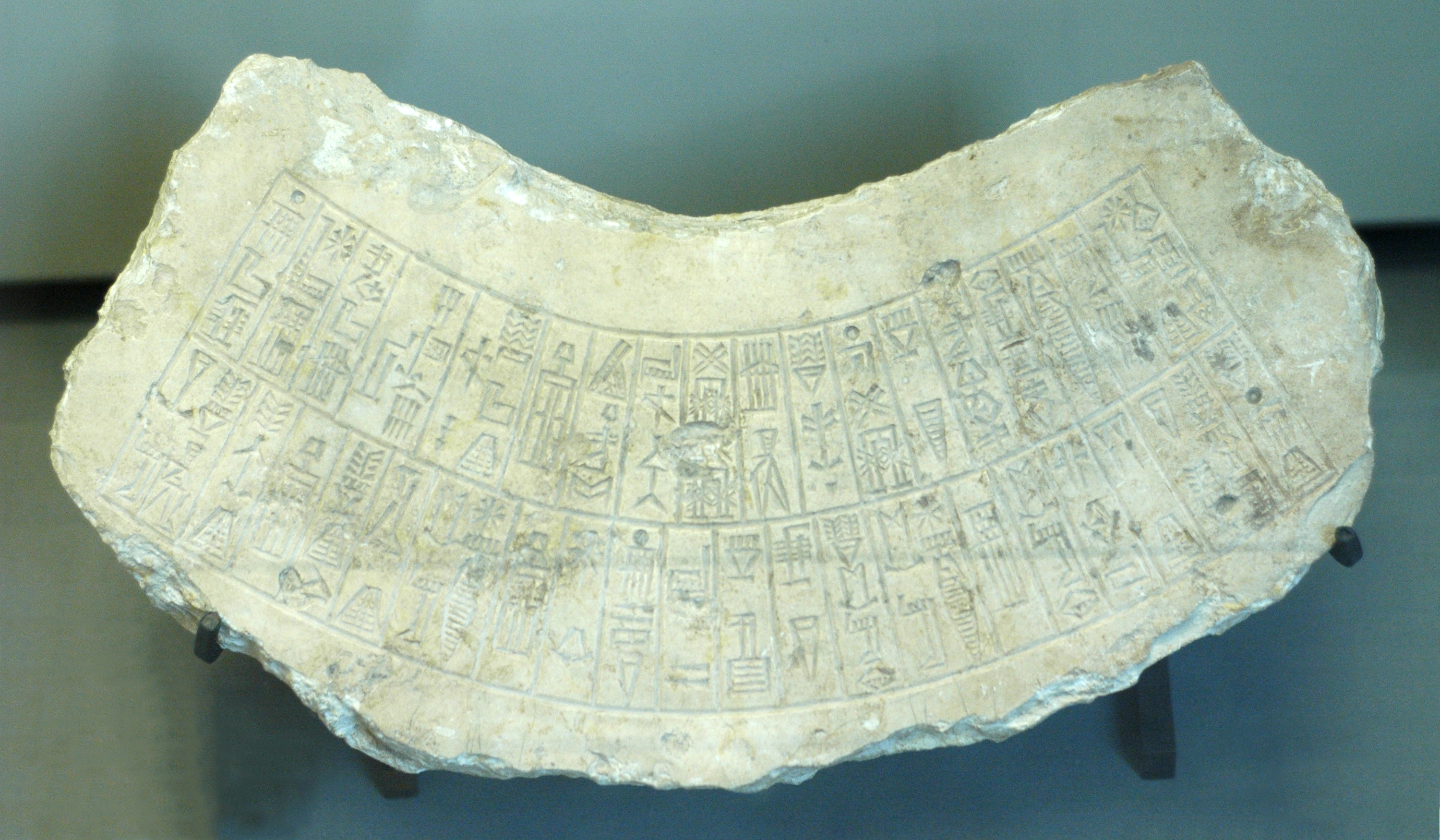
Надпись Нарам-Суэна рассказывающая о сооружении храма в Мараде его сыном Липитили. Лувр

В итоге, возможно, он даже расширил свои владения на севере, юге, востоке, и западе, подчинив своей власти «страны, которые не завоевал ни один царь до него» и тем самым получил большее, чем кто-либо из его рода, право на сравнение с великим Саргоном. В правление Нарам-Суэна Аккадское царство достигло наибольшего могущества. Нарам-Син построил в Аккаде великолепные храмы и воздвиг неприступные стены. Датировочные формулы Нарам-Суэна гласят: «Год, когда городские стены Аккаде [были построены]» и «Год, в котором храм Инанны в Аккаде был построен». Строил он храмы и в других городах: «Год, когда Нарам-Суэн заложил основы храма Энлиля в Ниппуре и храм Инанны в Забаламе». Одна из сохранившихся датировочных формул носит название в честь сооружения канала: «Год, когда Нарам-Суэн прорыл канал Э-эрина / для Ниппура».
Хотя Нарам-Син сохранил управление номами через энси, но на должность энси он назначал либо своих сыновей, либо своих чиновников. Так в Туттуле, на Среднем Евфрате, сидел его сын Наби-Ульмаш, в Мараде — другой его сын Липитили. Ещё два его сына Бинкалишарри и Убиль-Эштар также имели свой штат чиновников, поэтому вероятно, что они тоже были правителями каких-то городов. В Лагаше вместо энси Ур-э Нарам-Суэн поставил простого писца Лугаль-ушумгаля. Своему внуку и наследнику Нарам-Суэн дал имя Шаркалишарри («Царь всех царей»), а своему второму сыну — Бинкалишарри («Потомок всех царей»).
Несколько дочерей Нарам-Суэна занимали высокие жреческие должности, что придавало им значительный политический вес. Так согласно оттиску печати из Гирсу, Эн-мен-Ана была жрицей храма Нанны в Уре, сменив на этом «посту» Эн-хеду-Ану, дочь Саргона. Тута-наршум была надитум-жрицей в храме Энлиля Экуре, главном храме Ниппура, да и всего Шумера. Сумшани была энту-жрицей Шамаша в Сиппаре. Ещё две его дочери жили в Мари: Мекиббар и Шумсани, по меньшей мере вторая из них была жрицей (возможно, верховной) Шамаша. Печать его дочери Тар’ам-Акаде была найдена в городе Уркеше, расположенном в плодородном треугольнике верховьев Хабура. Здесь, как кажется, она была не жрицей, а супругой местного царя, носящего хурритский титул эндан.

## Царские титулы

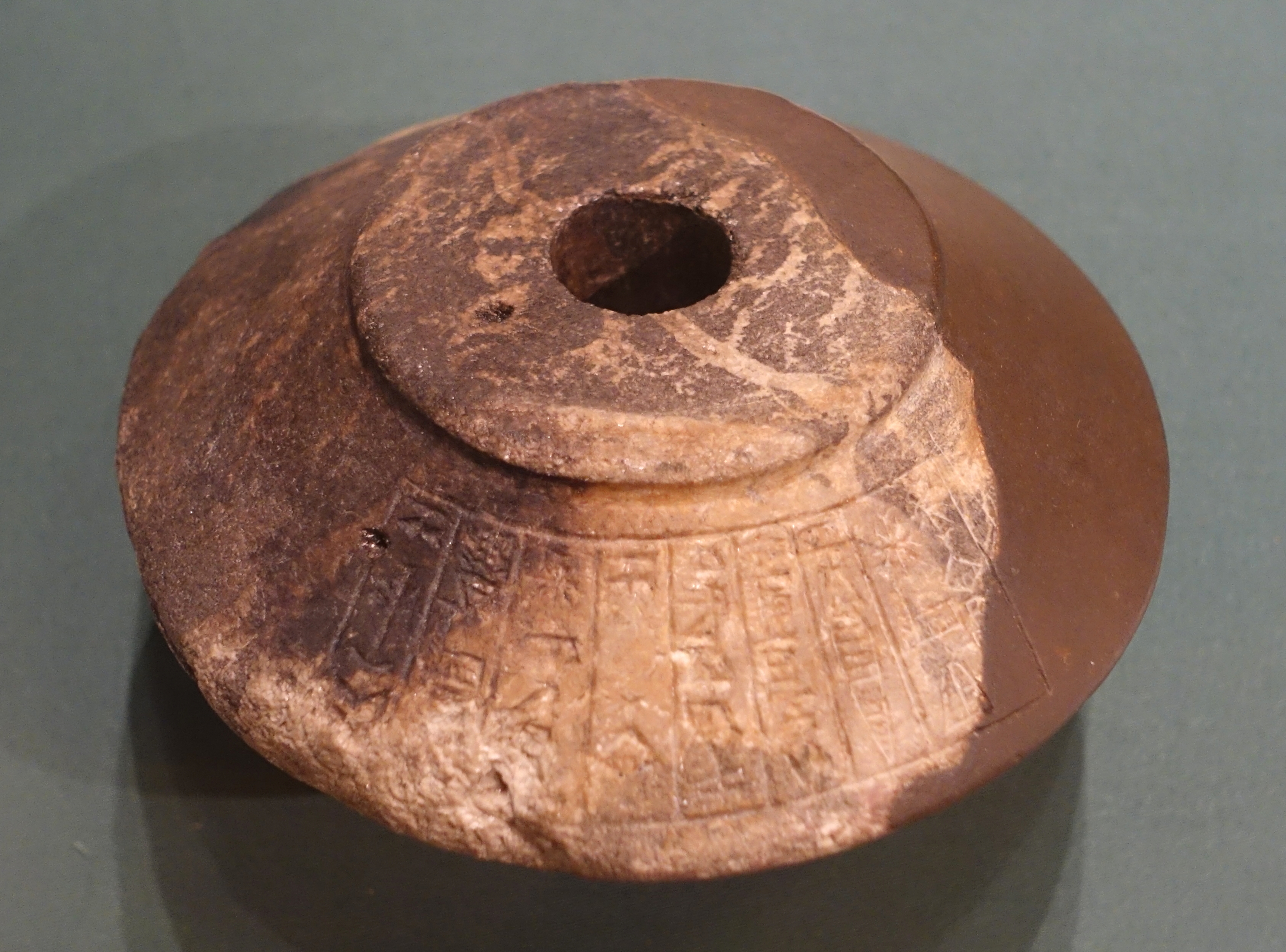
Навершие булавы. Надпись гласит: «Нарам-Суэн, царь четырёх сторон света, посвятил (эту булаву) богине Иштар в Ниппуре». Чикагский институт искусств, США

При нём были доведены до конца перемены в государственном устройстве, начатые ещё его дедом Саргоном. Нарам-Суэн отбросил не только титул южных гегемонов «царь Страны» (это сделал ещё Римуш после восстания Каку), но и титул северных гегемонов «царь множеств» (или Киша), очевидно после восстания Ипхур-Киша. Он вообще отказался от традиционных титулов приняв новый, но зато действительно всеобъемлющий титул «царь четырёх сторон света» (шар кибрат арбаим).
В полную титулатуру, кроме того, включались титулы «царь (или бог) Аккаде, энси бога Абы» и жреческие звания, связанные с культом верховных божеств Анума, Эллиля и Хайа (то есть шумерских Ана, Энлиля, Энки) и аккадских богинь Астар (позже Иштар) и Анунит. Как видно из надписей, Нарам-Суэн впервые сам объявил себя богом и потребовал своего культа. Перед его именем в текстах ставили изображение звезды, идеограмму, обозначавшую слово «бог», которая на шумерском языке читалась как дингир, а на аккадском как илу. Таким образом, царь подобно, древним полумифическим царям Лугальбанде и Гильгамешу стал богом. Причины этого обожествления не вполне ясны. Великих ассирийских царей, например, никогда не обожествляли. Существует мнение о том, что божественный титул принимали только те правители, которые выступали в роли мужского божества во время обряда священного брака, проходившего в рамках празднования Нового года. Другие полагали, будто обожествление было единственным способом, с помощью которого эти создатели первых месопотамских держав могли обеспечить себе полное подчинение со стороны различных энси своего царства. Однако оба эти объяснения гипотетические и весьма спорные.
Верховный жрец Энлиля называл себя рабом Нарам-Суэна, как любой царский чиновник.

## Нашествие гутиев. Конец правления
Последние годы царствования Нарам-Суэна, надо полагать, прошли в ожесточённой борьбе с враждебными ему силами, поскольку в позднейших текстах отмечен злополучный конец его царствования. Источники единодушно связывают бедствия наступившие в конце его правления с нашествием племён гутиев с гор Загроса. Один вавилонский текст, так называемая хроника Уайднера, также известная как хроника Эсагилы, составленная несколькими столетиями позднее, по своему обыкновению объясняет это преступлениями Нарам-Суэна перед Вавилоном и его главным богом Мардуком.

Нарам-Суэн уничтожал людей Вавилона, так дважды Мардук призвал силы гутиев против него. Мардук отдал своё царство под власть гутиев. Гутии были несчастные люди, не знающие, как почитать богов, несведущие в культуре.— Хроники Уайднера (ABC 19), строки 54—57
Однако, в то время ни Вавилон, ни его бог Мардук не имели никакого политического значения и хроника является явным анахронизмом, хотя и не лишённым исторической истины. Более правдоподобной выглядит другое поэтическое произведение, написанное также позднее и на шумерском языке. Называется этот текст «Проклятие Аккада»; в нём рассказывается, как рухнула империя, созданная Саргоном. По-видимому, в конце царствования Нарам-Суэна у него произошёл конфликт со жречеством, так как Нарам-Суэн позволил своим воинам ворваться в Экур, храм Энлиля в Ниппуре. Медными топорами они разрушили храм, захватили сокровища Ниппура и отвезли их в Аккаде. За такое осквернение храма боги разгневались на Нарам-Суэна и послали проклятие на Аккаде, а Энлиль для защиты города Ниппура призвал гутиев с гор. То есть в этом произведении гутии представлены в качестве союзников ниппурцев и, в конечном итоге, шумеров. В Ниппуре была найдена пространственная надпись в 500 строк некого Эрридупизира, начертанная аккадскими письменами по его приказу писцами города Сиппара, в которой он называет себя «царём гутиев, царём четырёх сторон света», как будто предъявляя претензии на аккадский престол и наследство Нарам-Суэна. Видимо, гутии под предводительством этого своего вождя вторглись в Месопотамию, захватили Ниппур и положили конец посягательствам отрядов Нарам-Суэна на храм Энлиля. Возможно, что сам Нарам-Суэн и погиб во время этого вторжения, что позволило Эрридупизиру перенять его титул «царь четырёх сторон света». Нашествие этих диких горцев вызвало повсеместный голод, мор и эпидемии. Вот как передаётся это в «Проклятии Аккада»:
Из-за стен городских всех далеких стран

Горькие плачи раздаются.

В городе, где полей просторных нет,

Они насаждения сажают.

Когда города застроенные они разрушили,

Поля просторные зерна не рождали,

Водоемы глубокие рыбы не приносили,

Сады меда-вина не давали,

Тучи дождей не изливали, травы в степи не вырастали.

В те дни масла — за сикль серебра полсила давали.

Зерна — за сикль серебра полсила давали.

Шерсти — за сикль серебра полмины давали.

Рыбы — за сикль серебра один бан давали.

И так на всех рынках всех городов продавали!

На крыше лежавший — на крыше и умер.

В доме лежавший — землёй не засыпан.

Люди себя разрывали от голода.

В Киуре, великой священной ограде Энлиля,

Псы бездомные собирались в молчанье.

Двое входили — их всех вместе сжирали.

Трое входили — их всех вместе сжирали.

Лица раскрошены, головы расколоты.

Лица раскрошены, головы размолоты.

Праведник с неправедным перемешались.

Герой повалился на героя.

Кровь лжеца на кровь честного истекает.Проклятие Аккаде
Начиная с конца правления Нарам-Суэна, вероятно, вследствие масштабных передвижений народов в Передней Азии у различных частей державы появилась возможность освободится из-под власти Аккада. В Шумерском царском списке говорится о том, что Уруку удалось получить независимость, захватив при этом значительную часть территории Шумера. В датировочной формуле, относящейся ко времени Нарам-Суэна, сказано, что «Урук и Нагсу потерпели поражение». Возможно, это было косвенно или прямо связано с этим восстанием.
Царский список приписывает Нарам-Суэну 56 лет правления, но, видимо, составители Царского списка путают его с его дедом Саргоном, которому также приписывается 56 лет царствования. Для такого длительного нахождения у власти Нарам-Суэна у нас не хватает соответствующих хронологических рамок. Хотя насыщенное событиями правление Нарам-Суэна не могло быть и коротким. Сохранилось около 20 его датировочных формул, хотя хронологический их порядок неизвестен. В настоящее время принято считать, что правление Нарам-Суэна продолжалось 37 лет.

## Список датировочных формул Нарам-Сина
|   | |
| a | Год, в котором Нарам-Суэн получил от храма Энлиля mitytyum оружие mu na-ra-am-den.zu e2-den-lil2-ta tukul-an-na szu ba-ti-a |
| b | Год, когда Нарам-Суэн уничтожил Маридабан mu na-ra-am-den.zu ma-ri-da-ba-anki mu-hul-a |
| c | a Год, в котором Нарам-Суэн, проведя поход против [Азу]хунума, победил его mu na-ra-am-den.zu [a-zu]-hu-num2ki-sze2 i3-gin-na-a < kas.szudun=REC169 > ba-gar b Год, в котором Нарам-Суэн [после] похода против Азухунума [победил его] FAOS 7 p. 50 D-8 mu na-ra-am-den.zu [a-zu-hu]-nim-sze3 i3-gin-na-a              |
| d | Год, когда Нарам-Суэн уничтожил Шаббунум in 1 mu na-ra-am-den.zu sza-ab-bu-nu-umki mu-hul-a |
| e | Год, когда городские стены Аккаде [были построены] OSP 2 171-172 mu bad3 a-ka3-de3ki [ba-du3-a] |
| f | Год, когда Урук и Нагсу потерпели поражение RTC 99, 136, 176; BM 86299 mu < kas.szudun=REC169 > unugki nag-suki-a ba-gar-ra-a |
| g | Год, в котором храм Инанны в Аккаде был построен NBC 10247 mu e2-dinanna a-ka3-de3ki al-du3-a |
| h | Год, когда Нарам-Суэн заложил основы храма Энлиля в Ниппуре и храм Инанны в Забаламе RTC 86, 106, 144 in 1 mu dna-ra-am-den.zu usz-szi3 e2-den-lil2 in nibruki u3 e2-dinanna in zabalamki isz-ku-nu |
| i | a Год, когда эн (верховной жрицей) Энлиля (Тута-наршум) была выбрана с помощью гадания Year in which the en-priestess of Enlil (Tuta-napszum) was chosen by means of the omens OSP 2 99 mu en-den-lil2 masz2-e ib2-dib-ba b Год, когда верховная жрица Энлиля [была избрана] ASJ 4, 23 in 1 mu nin-dingir-den-lil2-la2 |
| j | Год, когда Нарам-Суэн победил Субарту в Азухунуме и взял в плен Дахиш-атала ASJ 4, 23 in 1 mu dna-ra-am-den.zu < kas.szudun=REC169 > subirki in a-zu-hi-nimki i-sza-ru ta2-hi-sza-ti-li ik-mi-u3 |
| k | Год, когда Нарам-Суэн достиг истоков Тигра и Евфрата и одержал победу над SzeNAMinda. MAD 1 231 in 1 mu dna-ra-am-den.zu na-gab2 idigna.id2 u3 buranun.id2 ik-szu-du2 u3 < kas.szudun=REC169 > sze3-nam-in-da-aki isz11-a-ru                                                                                           |
| l | Год, когда царь пошёл на битву в [горы] Амарнум MAD 5 76 in 1 mu < szudun=REC448bis > lugal in 'a3-mar-nu-um i-li-ka3-am |
| m | Год, когда Нарам-Суэн направился в сторону кедровых лесов Adab 404 in 1 mu dna-ra-am-den.zu a-na gisztir eren i-li-ku |
| n | В год, когда Нарам-Суэн одержал победу над … и … и он сам нарубил кедра в земле Аманус OSP 2 203 in 1 mu dna-ra-am-den.zu < kas.szudun=REC169 > ...-atki ...-gal-atki isz11-a-ru u3 szu-ma in kur am-na-an giszerin ib-tu2-qam                                                                                         |
| o | Год, когда Нарам-Суэн прорыл канал Э-эрина / для Ниппура PBS 9/1 25 mu dna-ra-am-den.zu-e ka id2-e-erin-na-ka nibru-sze3 si im-mi-sa2-a |
| p | Год, когда Нарам-Суэн пошёл против Симуррума JCS 28 228 in 1 mu dna-ra-am-den.zu a-na kaskalki si-mu-ur4-ri2-imki i-li-ku |
| q | Год, когда Нарам-Суэн одержал победу над Симуррумом в Kiraszeniwe и взял в плен Баба энси Симуррума и Дубула энси Арама MAD 1 217 in 1 mu dna-ra-am-den.zu < szudun=REC448bis > si-mu-ur4-ri-imki in ki-ra-sze3-ni-weki isz11-a-ru u3 ba-ba ensi2 si-mu-ur4-ri-imki dub-ul ensi2 a-ra-meki ik-mi-u3                    |
| r | Год, когда … победил Биби-… и победил в горах Хашмара ITT 5 9265 in 1 mu ... ti-... bi2-bi2-... en-a-ru u3 < szudun=REC169 > sa-du2-a-tim in ha-szi-ma-ar.kur isz11-a-ru |
| s | Год, когда Нарам-Суэн выбрал эн (верховную жрицу) Нанна с помощью гадания OIP 97 82 n. 10 mu en-dnanna na-ra-am-den.zu masz-e ib2-dib-ba |
| t | Год, когда Нарам-Суэн OIP 97 82 n. 10 mu na-ra-am-den.zu-sze3 |

| Династия Аккаде           |                                                                          |                        |
| Предшественник: Маништушу | царь Аккаде, царь Шумера и Аккада ок. 2237—2200 до н. э. (правил 37 лет) | Преемник: Шаркалишарри |

## Компьютерные игры
Сюжет игры House of Ashes вдохновлён историей Нарам-Суэна. В игре носит имя Нарам-Син.